# Jang Hyun-sung
Jang Hyun-sung (kor. 장현성, hancha: 張鉉誠; ur. 17 lipca 1970) – południowokoreański aktor. Należy do agencji YG Entertainment. Zaczął swoją karierę aktorską jako członek Hakyeon Theatre Company, zanim zaczął grać w produkcjach filmowych i telewizyjnych.
Jest absolwentem Seoul Institute of the Arts, wydziału Teatr. Ze swoją żoną ma dwoje dzieci: Jang Joon-woo i Jang Joon-seo.

## Filmografia

### Filmy
| Rok  | Tytuł                                | Rola                  |
| ---- | ------------------------------------ | --------------------- |
| 1997 | Baeksu story                         |                       |
| 1999 | Swiri                                |                       |
| 2000 | Silje sanghwang                      |                       |
| 2001 | Bésame mucho                         |                       |
| 2001 | Motyl                                | K                     |
| 2002 | Break Out                            |                       |
| 2002 | Survival Game                        |                       |
| 2003 | Bidioleul boneun namja               |                       |
| 2003 | Naneun nareul pagoehal gwolliga itda |                       |
| 2003 | Buleola bombalam                     |                       |
| 2004 | 1.3.6                                |                       |
| 2004 | Ggotpineun bomi omyeon               |                       |
| 2004 | Geomi sup                            | Choi Seong-hyeon      |
| 2004 | Gwishini sanda                       | Park Gi-tae           |
| 2005 | Gis                                  |                       |
| 2005 | Never to Lose                        | cameo                 |
| 2005 | Aurora gongju                        | Kim Woo-tae           |
| 2005 | Yeon-ae                              | Min-su                |
| 2006 | Mabeobsadeul                         | Myung-soo             |
| 2006 | Ulideului haengboghan sigan          | Yoo-chan              |
| 2006 | Romance                              | Detektyw Park         |
| 2007 | Choigang romaenseu                   | Kim Chi-gon (cameo)   |
| 2007 | Jugeodo Happy Ending                 | Detektyw Baek         |
| 2008 | My Friend, His Wife                  | Ye-joon               |
| 2009 | Dance of Time                        | narrator              |
| 2011 | Ojig geudaeman                       |                       |
| 2011 | Jintongje (głos)                     |                       |
| 2013 | Hwayi: A Monster Boy                 | Jin-sung              |
| 2015 | C'est Si Bon                         | Lee Jang-hee (40 lat) |
| 2015 | Seongnan byeonhosa                   | Moon Ji-hoon          |
| 2015 | Salang-i iginda                      | Sang-hyeon            |
| 2017 | Gangcheolbi                          | Jung Se-young         |
| 2018 | Geomgaek                             | władca                |

### Seriale
| Rok  | Tytuł                                  | Rola                   | Stacja telewizyjna |
| ---- | -------------------------------------- | ---------------------- | ------------------ |
| 2003 | Rosemary                               |                        | KBS2               |
| 2004 | Drama City                             |                        | KBS2               |
| 2004 | Bumonim Jeonsangseo                    | Ahn Ji-hwan            | KBS2               |
| 2004 | Aejeong-ui jogeon                      |                        | KBS2               |
| 2005 | Drama City "Leslie Cheung Is Dead?"    |                        | KBS2               |
| 2006 | Widaehan Yusan                         | Jung Man-ho            | KBS2               |
| 2006 | MBC Best Theater "The Origin of Tears" | Jung Man-ho            | MBC                |
| 2006 | My Love                                |                        | SBS                |
| 2007 | Hayan geotab                           | Jo Myung-joon          | MBC                |
| 2007 | Drama City "Aperture"                  |                        | KBS2               |
| 2007 | Hanseongbyeolgok                       | Lee Jae-han            | KBS2               |
| 2007 | Myeoneuri jeonseongsidae               | Ko Joon-myung          | KBS2               |
| 2007 | New Heart                              | Kim Tae-joon           | MBC                |
| 2008 | The Great Catsby                       |                        | tvN                |
| 2008 | Sin-ui jeoul                           |                        | SBS                |
| 2008 | Yuliui seong                           | Kim Gyu-sung           | SBS                |
| 2009 | Janghwa, Hongryeon                     | Kang Tae-yoon          | KBS2               |
| 2010 | Jejungwon                              | Min Young-ik           | SBS                |
| 2010 | Gumiho: Yeo-u nuidyeon                 | Yoon Doo-soo           | KBS2               |
| 2010 | Hobak-kkot Soon-jung                   | Hyun-mook              | SBS                |
| 2010 | Rock, Rock, Rock                       |                        | KBS2               |
| 2011 | Sign                                   | Jang Min-suk           | SBS                |
| 2011 | Baempaieo geomsa                       | Jang Chul-oh           | OCN                |
| 2011 | Drama Special "For My Son"             |                        | KBS2               |
| 2012 | Salaryman chohanji                     | Choi Hang-ryang        | SBS                |
| 2012 | Aanaeui jagyeog                        | Han Sang-jin           | JTBC               |
| 2012 | Big                                    | Kang Hyuk-soo          | KBS2               |
| 2012 | Yuryeong                               | Jeon Jae-wook          | SBS                |
| 2012 | daseos-songalag                        | Choi Sung-jai          | SBS                |
| 2012 | Deurama-ui je-wang                     | Kenji Watanabe         | SBS                |
| 2013 | Segyeui kkeut                          | Yoon Kyu-jin           | JTBC               |
| 2013 | Gyeolhonui yeosin                      | Noh Seung-soo          | SBS                |
| 2013 | Who Are You                            | Park Hyung-jin (cameo) | tvN                |
| 2014 | Three Days                             | Ham Bong-su            | SBS                |
| 2014 | Milhwe                                 | Kim In-kyum (cameo)    | JTBC               |
| 2014 | Bimir-ui mun                           | Hong Gye-hui           | SBS                |
| 2014 | Punch                                  | Jang Min-seok          | SBS                |
| 2015 | Pungmuneuro deoreotso                  | Seo Hyeong-shik        | SBS                |
| 2015 | Assembly                               | Baek Do-hyun           | KBS2               |
| 2015 | Gwisinboneun hyeongsa, Cheo-yong 2     |                        | OCN                |
| 2016 | Signal                                 | Kim Bum-joo            | tvN                |
| 2016 | Mrs. Cop 2                             | Park Eu-jin            | SBS                |
| 2016 | Dear My Friends                        | Il-woo                 | tvN                |
| 2016 | Doctors                                | Kim Tae-ho             | SBS                |
| 2016 | Kaeri-eoreul kkeuneun yeoja            | Lee Dong-soo           | MBC                |
| 2017 | Męska rozgrywka                        | Jang Tae-ho            | JTBC               |
| 2017 | Dangsin-i jamdeun saie                 | Jung Il-seung          | SBS                |
| 2018 | Live                                   | Eun Kyung-mo           | tvN                |

### Programy rewiowe
- The Return of Superman (2013-2014)

## Nagrody i nominacje
| Rok  | Nagroda            | Kategoria                                         | Nominowany               | Wynik     |
| ---- | ------------------ | ------------------------------------------------- | ------------------------ | --------- |
| 2000 | SBS Drama Awards   | Najlepszy aktor drugoplanowy                      |                          | Wygrana   |
| 2005 | KBS Drama Awards   | Najlepszy aktor w jednoaktówce/specjalnym serialu | Leslie Cheung Is Dead?   | Wygrana   |
| 2007 | KBS Drama Awards   | Nagroda Excellence, aktor w serialu               | Myeoneuri jeonseongsidae | Wygrana   |
| 2013 | SBS Drama Awards   | Nagroda specjalna, aktor w serialu                | Gyeolhonui yeosin        | Wygrana   |
| 2015 | SBS Drama Awards   | Nagroda specjalna, aktor w serialu                | Pungmuneuro deoreotso    | Wygrana   |
| 2016 | tvN10 Awards       | Scene Stealer Actor                               | Signal                   | Nominacja |
| 2016 | Korea Drama Awards | Top Excellence Award, Actor                       | Doctors                  | Wygrana   |